# Акционо сликарство
Акционо сликарство (енгл. action painting) је стилски правац модерног апстрактног сликарства који настао у Америци педесетих година 20. века.
Представља директан, инстиктиван, динамичан сликарски стил који подразумева спонтану примену снажних замаха четком и случајне ефекте капања или проливања боје на платно.
Правац са којим се ова уметност може упоређивати у Европи су ташизам или информел. Овај израз је потекао од америчког теоретичара историје уметности Харолда Росенберга који је 1950. године тако означио америчке апстрактне експресионисте. Овај правац подразумева да се по принципу надреалистичког аутоматизма боја распрскава по платну, накапава, цеди или се у облику пасте наноси тако да се као резултат добијају случајни токови кретања боја. На тај начин платно постаје акциона површина а слика израз динамичног процеса. 
Главни представници акционог сликарства поред осталих су Џексон Полок, Вилем де Кунинг и Франц Клајн.